# Park Konstytucji 3 Maja w Białymstoku

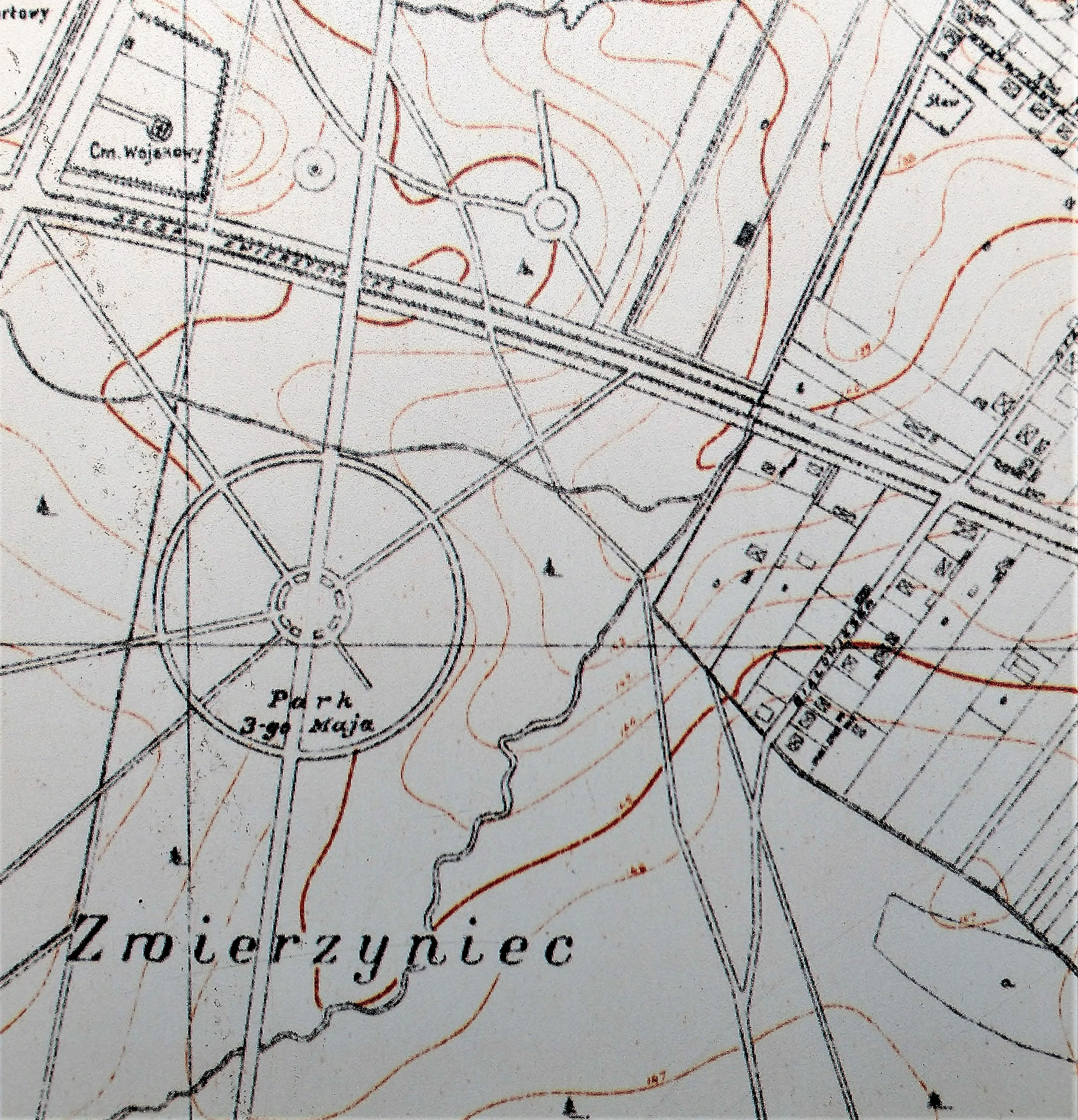
Teren parku w 1937

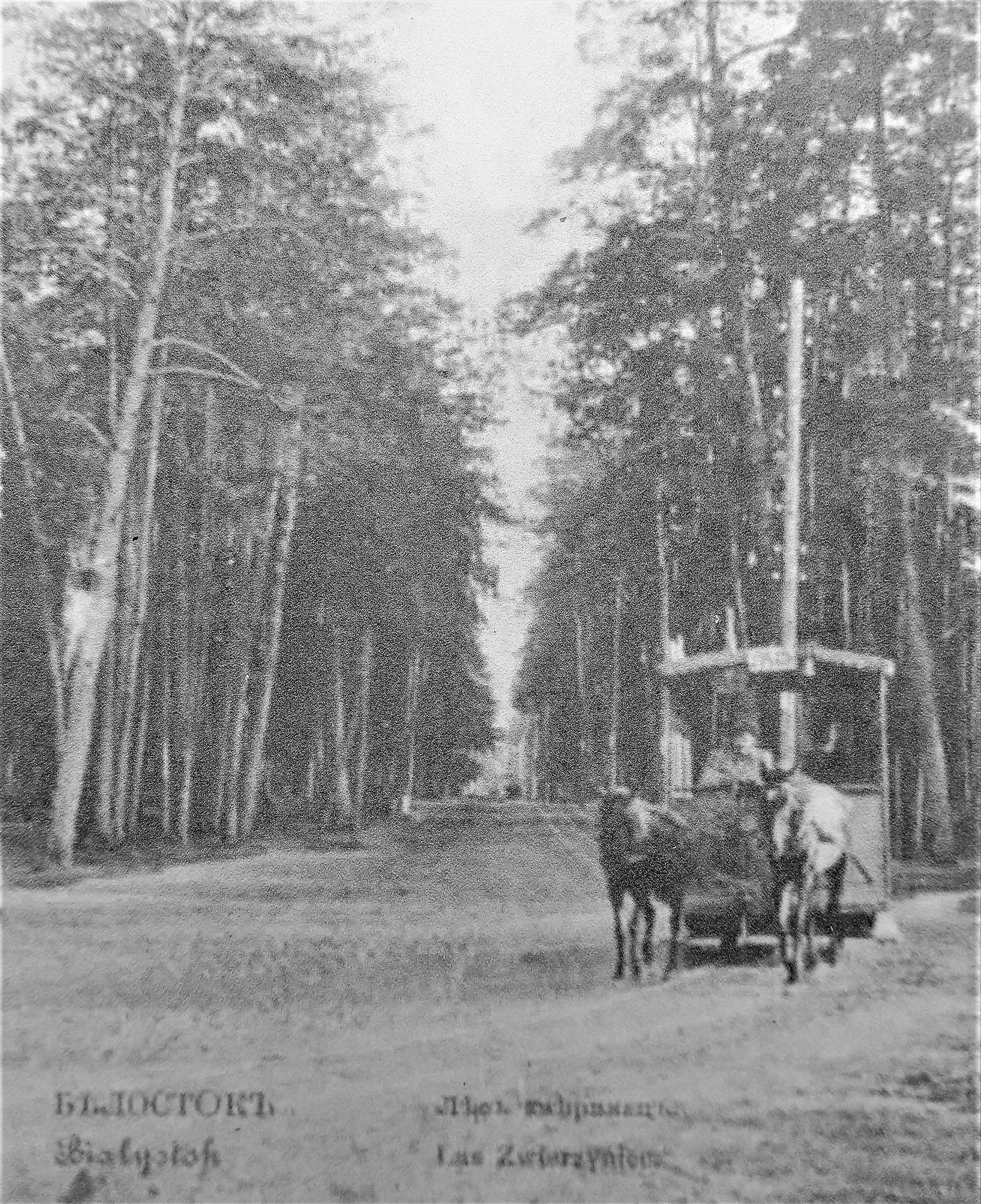
Tramwaj konny w parku (przed 1918)

Park Konstytucji 3 Maja – modernistyczny park w Białymstoku utworzony na przełomie lat 20. i 30. XX wieku według projektu J.B. Rybołowicza. Po II wojnie światowej park nosił nazwę „Park Zwierzyniec”. Nowa nazwa parku Konstytucji 3 Maja została nadana w 2009 r. Obszar parku wynosi 16,2 ha. 

## Historia parku
Na południowych peryferiach Białegostoku rozciągał się duży obszar Lasu Zwierzynieckiego, który był miejscem łowów rodu Branickich; miał ok. 14 wiorst obwodu i powierzchnię ponad 34 ha. Tereny leśne w roku 1920 zostały nazwane Parkiem Miejskim 3 Maja. Obecny park Zwierzyniec graniczy na północy z terenami pałacowo-parkowymi przez rondo placu Katyńskiego i Aleję Zakochanych parku Planty.
W wyniku rozebrania zajezdni tramwajowej przy ulicy Świętojańskiej w roku 1935 stworzono tym samym perspektywę z jednej strony na park Zwierzyniec, z drugiej na budujący się Dom Ludowy im. marszałka J. Piłsudskiego (1934–1938), aktualnie Teatr Dramatyczny. W ten sposób uzyskano efekt połączenia Parku Miejskiego 3 Maja poprzez park Planty z Parku Miejskiego im. księcia J. Poniatowskiego.

Środkową część parku Zwierzynieckiego zajmuje szeroka aleja spacerowa, stanowiąca główną oś widokową, przechodzącą przez dwa ronda i zakończona trzecim, mniejszym. Na pierwszym rondzie usytuowano pomnik upamiętniający żołnierzy 42 pułku piechoty, odsłonięty 30 listopada 1930 r. w setną rocznicę wybuchu powstania listopadowego. Alegoryczna rzeźba przedstawia rzymską boginię wojny – Bellonę, podtrzymującą rannego żołnierza.
Pomnik Konstytucji 3 Maja znajduje się w parku pomiędzy Akcentem ZOO a ul. Zwierzyniecką na niewielkim wzgórzu uroczyście zasadzono trzy dęby, okalając je okręgiem 11 drzew lipowych. Kompozycję zaakcentowano pięcioma alejkami, kierującymi się ku trzem dębom, które otoczono okrągłą alejką.
Wschodnie obrzeża parku graniczą z tzw. trasą Kopernikowską łączącą ulicę Zwierzyniecką z ul. Cz. Miłosza. Odcinek nowo powstałej ulicy nosi nazwę Świętego ojca Pio.
Białystok jest jednym z niewielu miast, w którym można przebyć drogę ze śródmieścia do granic miasta, przebywając cały czas na terenach zielonych.
Park wpisany jest do rejestru zabytków pod numerem A-138 z dnia 30.12.1986.

## Architektura
Na terenie Zwierzyńca znajduje się szereg pomników i budowli.

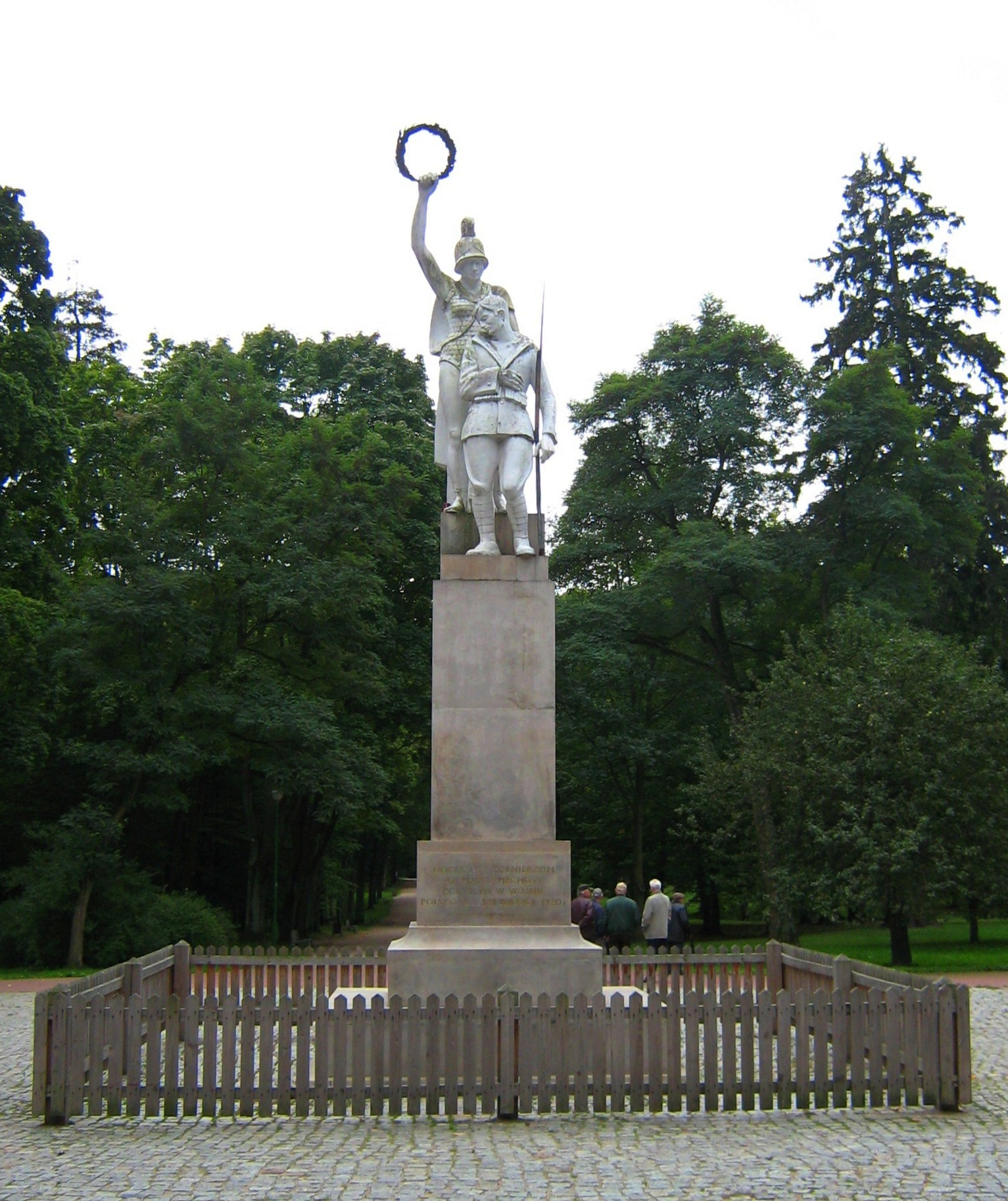
Pomnik żołnierzy 42. Pułku Piechoty

### Pomnik 42 Pułku Piechoty
Pomnik upamiętniający fakt odzyskania przez Polskę niepodległości oraz upamiętniający żołnierzy 42 pułku piechoty, który od roku 1922 miał swoją stałą siedzibę w mieście nad rzeką Białą. Wcześniej pułk brał udział w zaciętych walkach pod Mławą, a także gromił radzieckie wojska nad rzeką Wkrą. W ten sposób oddano hołd poległym oficerom i żołnierzom w wojnie polsko-bolszewickiej w roku 1920, jak i w wojnie polsko-ukraińskiej w roku 1919.
Autor pomnika, rzeźbiarz i legionista Jakub Juszczyk, nazwał swoje dzieło Jeszcze Polska nie zginęła. Pomnik został zniszczony wiosną 1940 r. z rozkazu NKWD przez żołnierzy Armii Czerwonej. Obecnie, zrekonstruowany przez rzeźbiarzy Krzysztofa Gąsowskiego i Krzysztofa Jakubowskiego, ponownie stanął na pierwotnym miejscu, odsłonięty uroczyście 3 maja 1997 r.

### Cmentarz wojskowy
Cmentarz wojskowy znajduje się w parku przy ulicy 11 Listopada i jest miejscem pochówku między innymi:
- żołnierzy Wojska Polskiego, którzy polegli w czasie I i II wojny światowej,
- żołnierzy z Armii czerwonej i Armii Radzieckiej,
- oraz żołnierzy KBW, milicjantów i członków miejscowego ruchu oporu AK;

Na cmentarzu jest także pomnik – ołtarz, zaprojektowany przez Jarosława Giryna, który został odsłonięty w roku 1932; symboliczna mogiła ofiar Katynia; płyta Grobu Nieznanego Żołnierza z roku 1920, która po II wojnie została przeniesiona z Rynku Kościuszki.

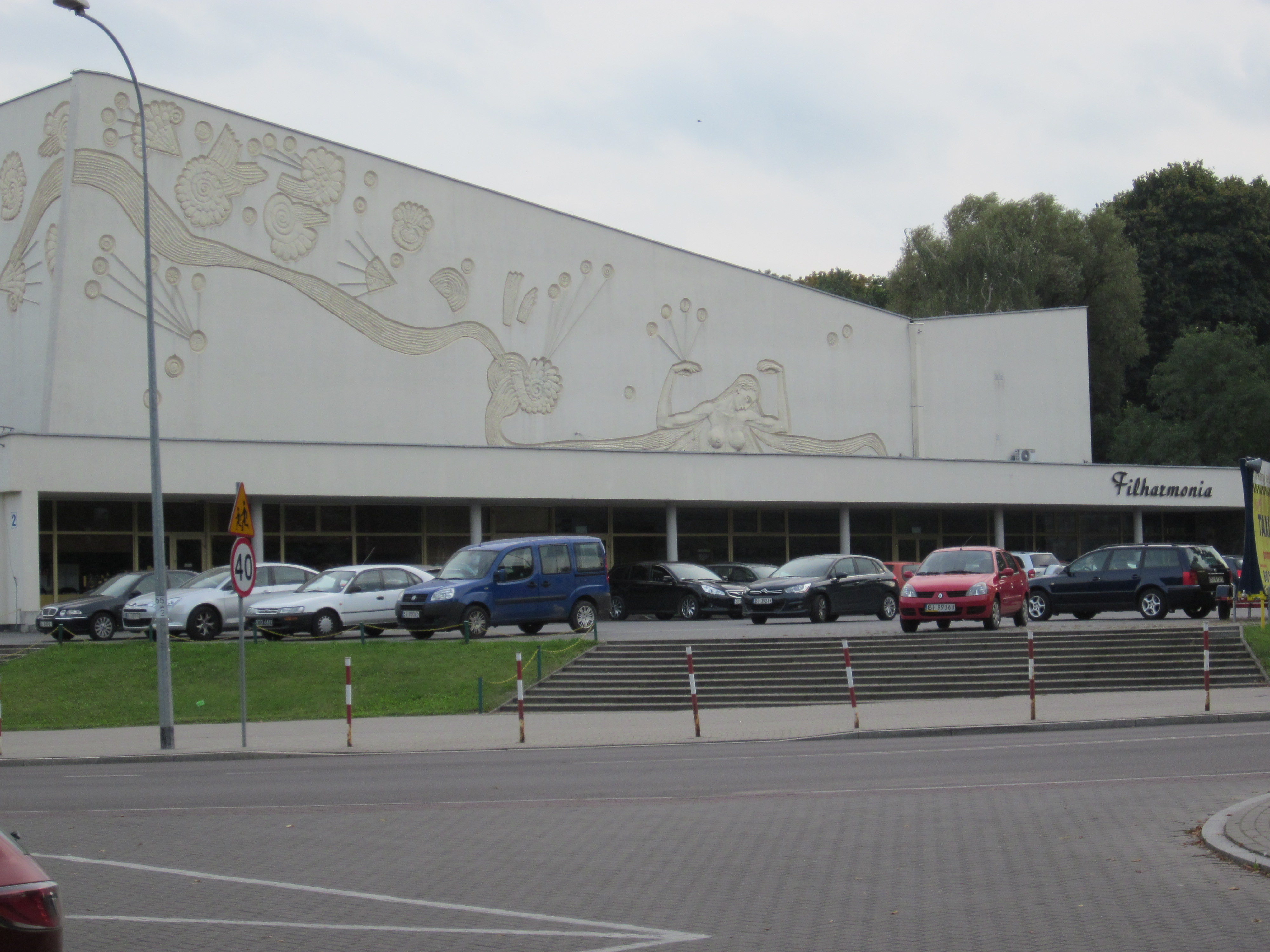
Budynek Filharmonii

### Opera i Filharmonia Podlaska
Działająca od roku 1953 Państwowa Orkiestra Symfoniczna uzyskała w roku 1974 status Filharmonii Białostockiej. Dwa lata później przeniosła się do nowej siedziby z profesjonalną salą koncertową przy ul. Podleśnej 2 na terenie parku. W związku z planowanym utworzeniem narodowej instytucji kultury pod nazwą Opera i Filharmonia Podlaska – Europejskie Centrum Sztuki w latach 2006–2012 zbudowano nowy gmachu instytucji w parku Centralnym.

### Pomnik Konstytucji 3 Maja
Realizacja pomysłu zielonego pomnika przyrody nastąpiła w roku 1921, w 130 rocznicę ogłoszenia Konstytucji 3 Maja. Wówczas to w ten sposób uczono fakt odzyskania przez Polskę niepodległości, a także symbol wolności Polski – Konstytucję 3 Maja, które ustanowione zostało świętem 5 maja 1791 r., natomiast już w roku 1795 nastąpił III rozbiór Polski.
W kwietniu 2007 r. dzięki pomocy władz Miasta Białegostoku przywrócono pomnik mieszkańcom miasta. Uporządkowano miejsce, wykonano alejkę otaczającą dęby, dosadzono trzy brakujące lipy oraz ustawiono tablicę pamiątkową. Honorowy patronat objął Ryszard Kaczorowski, były prezydent Rzeczypospolitej Polskiej. Koordynatorem przedsięwzięcia został prezydent miasta Białegostoku Tadeusz Truskolaski.

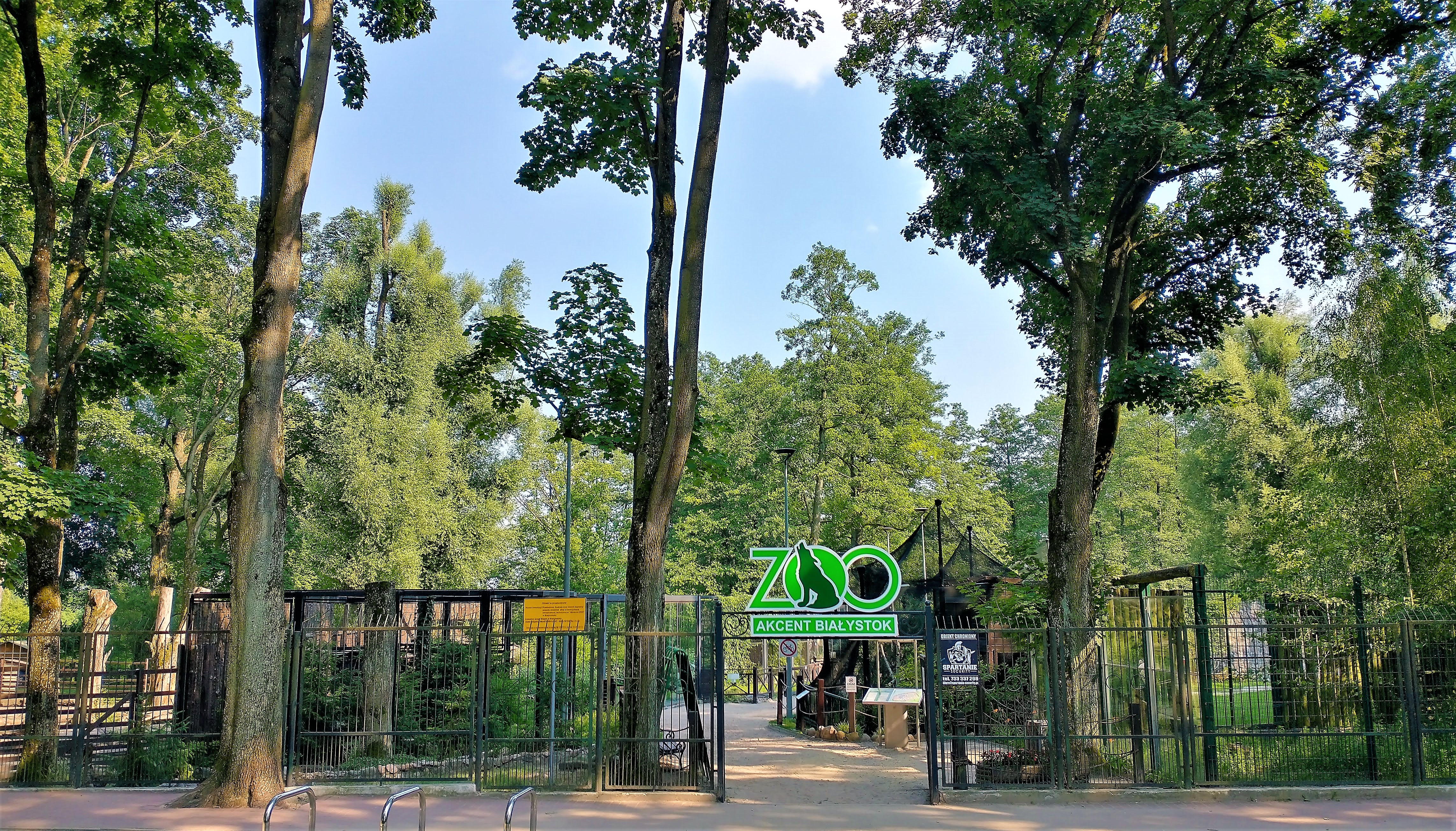
Brama wejściowa do Zoo

### Akcent ZOO
Na terenie parku znajduje się zoo m.in. z niedźwiedziem, dzikami, żubrami, koniami i wieloma innymi zwierzętami.

## Przyroda
Głównymi gatunkami tworzącymi drzewostan Parku Zwierzynieckiego są: grab pospolity, dąb szypułkowy, sosna zwyczajna i brzoza brodawkowata. Występują również: jesion wyniosły, wiąz pospolity, topola osika, modrzew polski.
Na tym obszarze parku wyróżnia się trzy typy siedliskowe lasu: las świeży, las mieszany świeży i las wilgotny.

### Las świeży
Na terenie parku dominuje siedlisko lasu świeżego, gdzie występują głównie drzewostany; dębu, wiązu, jesionu, brzozy z panującym grabem. Przeważają drzewa w dobrej kondycji zdrowotnej w wieku 35–50 lat. Starsze graby (70–80 letnie) są często hubiaste. Runo leśne tworzą następujące gatunki: marzanka wonna, zawilec gajowy, zawilec żółty, gajowiec żółty, podagrycznik pospolity, fiołek leśny, jaskier rozłogowy i kuklik pospolity.

### Las mieszany
Siedlisko lasu mieszanego świeżego zajmuje znacznie mniejszą powierzchnię i jest położone w części południowej kompleksu leśnego. Gatunkiem panującym w drzewostanie jest sosna zwyczajna w wieku 35–50 lat. Obserwuje się zanik pędu głównego oraz zniekształcenie jej koron. Oprócz sosny zwyczajnej drzewostan reprezentowany jest przez dąb szypułkowy i grab zwyczajny. Runo natomiast tworzą: dąbrówka rozłogowa, szczawik zajęczy, gwiazdnica gajowa oraz sporadycznie występująca czernica.

### Las wilgotny
Kolejnym typem siedliskowym jest las wilgotny. Porasta go olsza czarna z udziałem brzozy, pojedynczo występują jesion, wiąz i dąb. Runo stanowią: niecierpek pospolity, pokrzywa zwyczajna, kuklik pospolity, wiązówka błotna, jaskier rozłogowy.
Na obszarze całego Parku Zwierzynieckiego wyraźnie widoczne jest ustępowanie gatunków iglastych – znaczne ilości sosny i świerków mają suche wierzchołki. Zupełnie nie obserwuje się naturalnego odnawiania sosny.

### Rezerwat przyrody Las Zwierzyniecki
Rezerwat przyrody Las Zwierzyniecki został powołanym rozporządzeniem przez Ministra Ochrony Środowiska, Zasobów Naturalnych i Leśnictwa w roku 1996. Na terenie rezerwatu następuje naturalne odnawianie lasu co charakteryzuje się, że pojawiają się młode drzewa nazywane podrostem. Pod drzewostanem występuje niższa warstwa zwana podszytem, którą tworzą krzewy: kalina koralowa, porzeczka czarna, dereń świdwa oraz trzmielina zwyczajna. Ze względu na dużą cienistość wnętrza lasu, warstwa krzewów nie osiąga dużego zwarcia. W składzie drzewostanu przeważa grab z domieszką dębu. Miejscami można spotkać jesion i klon, rzadziej lipę, osikę, wierzbę iwę, brzozę, świerk pospolity. W miejscach bardziej wilgotnych rośnie wiąz pospolity, którego obecność zasługuje na szczególna uwagę – jest to rzadki składnik naturalnych wilgotnych grądów.